# Cyanea angustifolia
Cyanea angustifolia là loài thực vật có hoa trong họ Hoa chuông. Loài này được (Cham.) Hillebr. mô tả khoa học đầu tiên năm 1888.